# Correre la cavallina
L'espressione italiana correre la cavallina (o scorrere la cavallina) è una polirematica che sottintende "far correre la cavallina", con il significato di liberarsi dalle costrizioni sociali, ovvero di dedicarsi o lasciarsi andare ad una vita spensierata e gaudente, soprattutto nell'ambito delle relazioni sentimentali e sessuali. 

## Ipotesi sull'origine
Risulta evidente la correlazione con le corse equestri che si svolgevano nel medioevo, retaggio dei ludi romani, ove i cavalli venivano improvvisamente liberati dalla "mossa" per esprimere, in una breve corsa, tutta la loro foga. 
Nel Malmantile Racquistato, del pittore e poeta seicentesco Lorenzo Lippi, si trova il verso «... Scorse in Firenze ognor la cavallina / Ne' lupanari, con gran pompa e fasto ...», indirizzato a mona Cionna.
Anche Giovanni Boccaccio utilizzò la similare espressione «... aveva prese le mosse quando andava a correr le giumente ...» (Decameron 1V, 2), narrando le esperienze libertine di frate Alberto e madonna Lisetta.